# Tasiocera (Tasiocera) primaveris
Tasiocera (Tasiocera) primaveris is een tweevleugelige uit de familie steltmuggen (Limoniidae). De soort komt voor in het Australaziatisch gebied.